# Lay You Down
"Lay You Down" é uma canção gravada pelo cantor e compositor norte-americano Usher. Foi composta pelo próprio com o auxílio de Rico Love e Dwayne Nesmith, que também ficaram a cargo da produção e arranjos da canção. A obra foi enviada para as estações de rádio de música urbana a 28 de Setembro de 2010 nos Estados Unidos como o terceiro e último single do extended play (EP) Versus, que é uma extensão de nove músicas do sexto álbum de estúdio do artista, Raymond v. Raymond. Musicalmente, "Lay You Down" é um tema de R&B que contém influências do cantor de música pop Prince. Após o lançamento inicial de Versus, a canção foi recebida com opiniões positivas pela crítica especialista em música contemporânea, que elogiou a sua produção e os vocais de Usher, apontando a faixa como um destaque do EP. A música conseguiu entrar na tabela musical Hot R&B/Hip-Hop Songs, onde alcançou o número 56.

## Antecedentes e contexto
Em uma entrevista com a revista People em 2009, Usher, cuja vida privada havia sido fortemente documentada após entrar com um pedido de divórcio contra a sua esposa Tameka Foster, afirmou que o seu sexto álbum de estúdio seria "forte, escabroso e pegajoso, e às vezes sobre experiências pessoais." Em Março do ano seguinte, ele lançou o álbum sob o título Raymond v. Raymond. Aquando do seu lançamento, Raymond v. Raymond recebeu geralmente críticas mistas pelos críticos musicais, que estavam ambivalentes sobre a composição e os temas do disco. Contudo, o álbum conseguiu ser um enorme sucesso comercial e estreou no número um da Billboard 200 nos EUA, registando 329 mil cópias vendidas durante a sua primeira semana de comercialização; tornando-se no terceiro número um consecutivo do artista no país.
Versus foi anunciado como uma extensão de Raymond v. Raymond a 8 de Julho de 2010, e é o primeiro extended play oficial de Usher. Descrito durante uma conferência de imprensa como "o último capítulo de Raymond v. Raymond", ele afirmou que o EP iria explorar os assuntos de ser solteiro novamente e da experiência de ser pai.

## Estrutura musical e recepção crítica

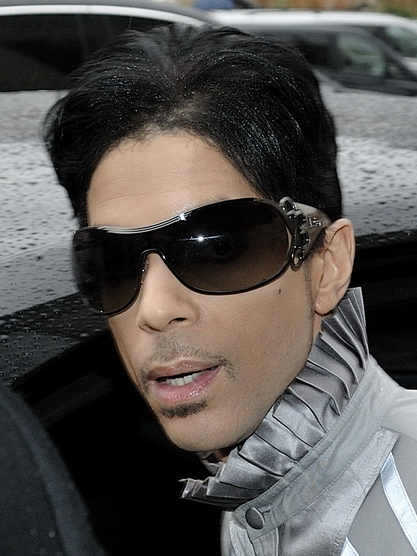
Foi notada pelos críticos a influência do cantor Prince no estilo musical de "Lay You Down".

"Lay You Down" foi composta por Usher, Rico Love e Dwayne Nesmith, e produzida pelos dois últimos. Love contribuiu ainda com vocais adicionais, enquanto Nesmith ficou a cargo da programação do teclado. A canção foi gravada por Ian Cross no Midnight Blue Studios em Miami, Flórida, e misturada por Rob Marks no Circle House Studios, localizados também em Miami. "Lay You Down" é uma música R&B com a duração de quatro minutos e três segundos. Em uma entrevista com o website Vevo, Usher explicou que a canção é uma "fazedora de bebés clássica de R&B". Sara Anderson, do portal AOL, escreveu que o tema abre com "'ooohs' muito altos e improvisados e batidas de sintetizadores conduzidas-por-baixo." A música foi lançada como o terceiro e último single de Versus nos fins de Setembro de 2010.
Descrevendo "Lay You Down" como uma das músicas mais sensuais de Versus, Mark Nero, do portal About.com, escreveu que "a melhor de todas [músicas do EP] pode ser 'Lay You Down,' ornamentada com piano, na qual Usher canta: 'This ain't bump 'n grind, I'll show you what love is if you let me lay you down.'" Sarah Rodman, do jornal The Boston Globe, elogiou o uso do falsetto pelo cantor e declarou que a música "é uma boudoir jam imperativa que desenha um alinhamento agradável". Ela também comentou sobre como a canção inspira-se em Prince e Marvin Gaye. Jeff Weiss, do Los Angeles Times, também notou a influência do cantor pop Prince e como Usher "faz barrulho de forma aduladora sobre querer ser aquele que mantém o teu corpo quente." Nekesa Moody, para o jornal The San Diego Union-Tribune, sentiu que "Usher brilha quando consegue exibir sua voz excelente, além de sua sensualidade e arrogância características. Na melhor música do disco, 'Lay You Down', ele seduz a cada nota, a cada gemido."

## Créditos e pessoal
Os créditos seguintes foram adaptados do encarte do EP Versus (2010):
Locais de gravação
- Gravação vocal — Midnight Blue Studios, Miami, FL.
- Mistura — Circle House Studios, Miami, FL.

Pessoal
- Ian Cross — gravação vocal
- Rico Love — composição, produção, vocais adicionais
- Rob Marks — mistura
- Dwayne Nesmith — composição, produção, teclado, programação
- Usher Raymond — composição, produção, vocais principais

## Desempenho nas tabelas musicais
"Lay You Down" entrou na tabela musical Hot R&B/Hip-Hop Songs na semana de 13 de Novembro de 2010, tendo mais tarde atingido o seu pico na posição 56 devido à sua forte reprodução nas estações de rádio de música urbana.
| País — Tabela musical (2010)           | Posição de pico |
| -------------------------------------- | --------------- |
| Estados Unidos — Hot R&B/Hip-Hop Songs | 56              |